# Love Battery
Love Battery — американський рок-гурт з Сіетлу, створений в 1989 році.

## Історія
Засновником колективу став сіетлський музикант Рон Найн (справжнє ім'я — Рон Рудзітіс), який до цього грав у власній групі Room Nine. Назва його нового колективу була взята з пісні британських панків Buzzcocks. Окрім Найна, що грав на гітарі та співав, до оригінального складу гурту входили гітарист Кевін Вітворт (Crisis Party), басист Джим Тілман (U-Men) і барабанщик Ден Пітерс (Mudhoney). Останнього швидко замінив Джейсон Фінн (Skin Yard). Як і багато андеграундних гуртів Сіетла того часу, Love Battery працювали з місцевим лейблом Sub Pop. В 1990 році вони випустили мініальбом Between the Eyes, а в 1992 році — повноцінний студійний альбом Dayglo.
Попри позитивні відгуки, склад гурту зазнав змін: Тілман пішов і деякий час на бас-гітарі грав Томмі Сімпсон, а згодом його замінив Брюс Фейрвезер (Green River, Mother Love Bone). У такому складі музиканти записали другий альбом Far Gone, який довго не виходив через конфлікт з лейблом: музиканти вважали, що Sub Pop не приділяють їм достатньо уваги, і стали шукати новий лейбл, через що менеджер гурту погрожував «поховати» платівку. Нарешті, в 1993 році Far Gone було випущено, після чого Love Battery підписали контракт з філією PolyGram Atlas Records. На новому лейблі в 1994 році вийшов мініальбом Nehru Jacket, а в 1995 році — третій альбом Straight Freak Ticket.
Співпраця з Atlas Records не принесла гуртові бажаного успіху. До того ж з Love Battery пішов барабанщик Джейсон Фінн, зосередившись на кар'єрі в The Presidents of the United States of America, де він грав раніше. Замість Фінна деякий час грав Майк Масбургер, проте невдовзі до колективу повернувся один із засновників — Ден Пітерс. Разом з ним в 1999 році на сіетлському незалежному лейблі C/Z Records Love Battery випустили черговий альбом Confusion Au Go Go.
Після 2000 року музиканти Love Battery зайнялися власними проєктами. Зокрема, Рон Найн грав у сієтльских гуртах Vaporland та Purple Strange. Проте час від часу музиканти збирались разом для поодиноких виступів на фестивалях чи в музичних програмах. 

## Музичний стиль
Музику Love Battery відносять до гранджу, а сам колектив вважають одним з перших справжніх сіетлських супергуртів. На відміну від багатьох місцевих груп, що розпочинали з більш гучної та «брудної» музики, близької до панк-року та хеві-металу, пісні Love Battery с самого початку були більш мелодійними. В їхній творчості відчувався вплив психоделічного року, як в іншого сіетлського гурту Screaming Trees, а також більш популярних The Beatles.
На сайті Louder Sound Love Battery віднесли до десяти найбільш забутих гранджових гуртів. Найл Доерті також відзначив психоделічне звучання, яке поєднувало шумні гітари із попмузикою шістдесятих років, а також порівняв їхні пісні з експериментами, які пізніше проводили Pearl Jam, відмовившись від масштабних «стадіонних» гімнів. На думку оглядача, саме це — більш експериментальний характер музики, та відсутність видатних хітів, — скоріше за все і призвело до того, що гурт так і залишився маловідомим широкому загалу.

## Склад гурту
Останній активний склад
- Рон Найн — гітара, вокал
- Кевін Вітворт — гітара
- Брюс Фейрвезер — бас-гітара
- Ден Пітерс — барабани

Колишні учасники
- Джим Тілман — бас-гітара
- Джейсон Фінн — барабани
- Томмі Сімпсон — бас-гітара[6]
- Майк Масбургер — барабани[1]

## Дискографія
- 1990 — Between the Eyes (EP)
- 1992 — Dayglo
- 1993 — Far Gone
- 1994 — Nehru Jacket (EP)
- 1995 — Straight Freak Ticket
- 1999 — Confusion Au Go Go